# Government House (Brisbane)

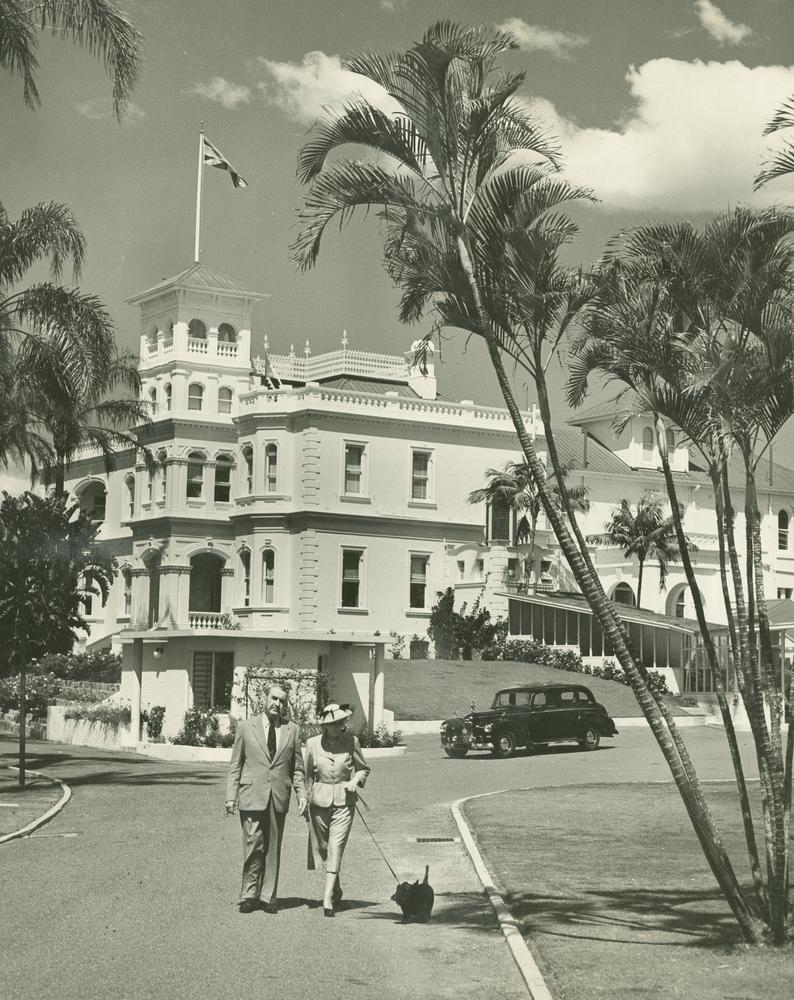
Government House um 1947

Das Government House, auch Fernberg genannt, in Bardon, einem Vorort von Brisbane, ist der Amtssitz des Gouverneurs des australischen Bundesstaates Queensland. Der Gouverneur vertritt Königin Elisabeth II., das Staatsoberhaupt von Queensland.
Wenn der Premierminister von Queensland Neuwahlen abhalten möchte, kommt er zu einem Gespräch mit dem Gouverneur ins Government House. Außerdem wird nach einer Wahl die neue Regierung dort vereidigt.
Das denkmalgeschützte Bauwerk ist seit 1992 eingetragen im Queensland Heritage Register.